# Wermelskirchen
Wermelskirchen – miasto w Niemczech, w kraju związkowym Nadrenia Północna-Westfalia, w rejencji Kolonia, w powiecie Rheinisch-Bergischer Kreis.

## Geografia
Miasto leży w zachodniej części Niemiec. Kilkadziesiąt kilometrów od Zagłębia Ruhry, w pobliżu takich miast jak: Kolonia, Leverkusen i Düsseldorf.

## Demografia
| Rok  | Mieszkańcy |
| 1990 | 35 865     |
| 2003 | 36 860     |
| 2004 | 36 765     |
| 2005 | 36 588     |
| 2006 | 36 386     |

## Historia

### Kalendarium
- 1150 pierwsza wzmianka o Wermelskirchen jako Werenboldeskirken
- 1200 romański kościół św. bartłomieja (St. Bartholomäus)
- 1360 miejscowość należy do urzędu Bornefeld w księstwie Bergu
- 1873 Wermelskirchen otrzymuje prawa miejskie
- 1938 miasto należy do urzędu Wermelskirchen
- 1975 miejscowości Dünn i Dabringhausen dołączają do Wermelskirchen

## Współpraca
Miejscowości partnerskie:
- Forst (Lausitz), Brandenburgia
- Loches, Francja
- Przecznica, Polska